# پناهگاه ملی حیات وحش سانی بونو سالتون سی
پناهگاه ملی حیات وحش سالتون سی سانی بونو در درهٔ امپریال ایالت کالیفرنیا، در ۶۴ کیلومتری شمال مرز مکزیک واقع شده است. این پناهگاه در انتهای جنوبی دریاچهٔ سالتون قرار دارد و یکی از مهم‌ترین زیستگاه‌های تخم‌گذاری و توقف پرندگان مهاجر در مسیر پروازی اقیانوس آرام را حفاظت می‌کند. با وجود قرارگیری در بیابان کلرادو (زیرمجموعه‌ای از بیابان بزرگ‌تر سونورا)، این پناهگاه دارای زیست‌بوم‌های دریایی، آب شیرین، تالابی و کشاورزی است که پناهگاهی برای صدها گونهٔ پرنده و جانوران تالابی فراهم می‌سازد؛ از جمله گونه‌هایی که توسط سازمان خدمات ماهی و حیات وحش ایالات متحده به‌عنوان در معرض خطر یا حساس طبقه‌بندی شده‌اند.

## تاریخچه
دریای سالتون جدیدترین شکل دریاچه کاهوئیلا است، دریاچه‌ای باستانی که. دریای سالتون جدیدترین شکل از دریاچهٔ باستانی کاهویلا است؛ دریاچه‌ای که طی قرون متمادی به‌طور چرخه‌ای بر اثر طغیان طبیعی رود کلرادو شکل می‌گرفت و خشک می‌شد. شکل کنونی آن در سال ۱۹۰۵ زمانی پدید آمد که سیلاب‌های رود کلرادو در حین ساخت یک کانال آبیاری در درهٔ امپریال، از مسیر خود منحرف شدند و به حوضهٔ سالتون سرازیر گشتند.
برای دهه‌ها، این دریاچه از طریق رواناب‌های کشاورزی و جریان‌های رودخانه‌های نیو و آلامو، آب تازه دریافت می‌کرد. این پهنهٔ آبی در دل بیابان به مقصدی محبوب برای ستارگان هالیوود تبدیل شد و برای جذب ماهیگیران، با ماهی‌های ورزشی stocked شد.
در سال ۱۹۳۰، حدود ۳۲٬۷۶۶ جریب زمین برای تأسیس پناهگاه سالتون سی اختصاص یافت. امروزه، این پناهگاه در شکل مدرن خود به وسعت ۳۷٬۹۰۰ جریب گسترش یافته است.
اما با گذشت زمان، تبخیر شدید آب در بیابان گرم، همراه با آیش‌گذاری زمین‌های کشاورزی برای تأمین آب بیشتر به شهرستان سن‌دیگو و نبود خروجی طبیعی، باعث کاهش تدریجی اندازهٔ دریاچه شده است. نتیجهٔ این روند، شکل‌گیری پهنه‌ای بسیار شور از آب است که توانایی خود را برای پشتیبانی از ماهی‌ها و موجوداتی که پرندگان مهاجر به آن‌ها وابسته‌اند، از دست می‌دهد.
در گذشته، پهنه‌های آبی دیگر می‌توانستند جایگزینی برای توقف پرندگان مهاجر باشند، اما از بین رفتن و تخریب زیستگاه‌های مناسب در این بخش از مسیر پروازی اقیانوس آرام، باعث شده که دریاچهٔ سالتون همچنان به‌عنوان نقطه‌ای حیاتی در این مسیر باقی بماند.
در سال ۱۹۹۸، این پناهگاه به افتخار نمایندهٔ کنگره سانی بونو به نام «پناهگاه ملی حیات وحش سالتون سی سانی بونو» تغییر نام یافت. او نقش مهمی در آگاه‌سازی کنگرهٔ ایالات متحده از مشکلات زیست‌محیطی دریاچهٔ سالتون ایفا کرد و همچنین برای این پناهگاه بودجه‌ای تأمین نمود تا بتواند به شیوع بیماری‌های پرندگان و سایر چالش‌های زیستگاهی در این منطقه پاسخ دهد. تلاش‌ها برای احیای دریاچهٔ سالتون سال‌هاست که در جریان است و همچنان ادامه خواهد داشت.

## جغرافیا و آب و هوا
پناهگاه سالتون سی در انتهای جنوبی دریاچهٔ سالتون قرار دارد. زمین این پناهگاه عمدتاً مسطح است، به‌جز تپهٔ راک هیل که آتشفشانی کوچک و غیرفعال است. این پناهگاه از شمال به دریاچهٔ سالتون و از شرق، جنوب و غرب به زمین‌های کشاورزی محدود می‌شود.
پناهگاه از دو بخش جدا از هم تشکیل شده که ۲۹ کیلومتر زمین خصوصی آن‌ها را از هم جدا می‌کند. هر بخش شامل زیستگاه‌های تالابی مدیریت‌شده، مزارع کشاورزی و ردیف‌هایی از درختان است. رودخانه‌های نیو و آلامو از میان پناهگاه عبور می‌کنند و آب نسبتاً تازه‌ای را به دریاچهٔ سالتون وارد می‌کنند.
با وجود این ورودی‌های آب شیرین، دریاچهٔ سالتون همچنان دارای شوری بالایی است. سازمان سالتون سی میزان شوری فعلی دریاچه را ۶۰ در هزار (PPT) اندازه‌گیری کرده است؛ در حالی که آب اقیانوس به‌طور میانگین حدود ۳۵ در هزار شوری دارد.
به‌دلیل عرض جغرافیایی جنوبی، ارتفاع ۶۹ متر پایین‌تر از سطح دریا، و موقعیت آن در بیابان‌های کلرادو و سونورا، پناهگاه سالتون سی از داغ‌ترین نقاط ایالات متحده به‌شمار می‌رود. دمای روزانه از ماه مه تا اکتبر معمولاً از ۳۸ درجهٔ سانتی‌گراد فراتر می‌رود و هر سال دماهایی بین ۴۷ تا ۴۹ درجه نیز ثبت می‌شود.

## بوم‌شناسی و حیات وحش

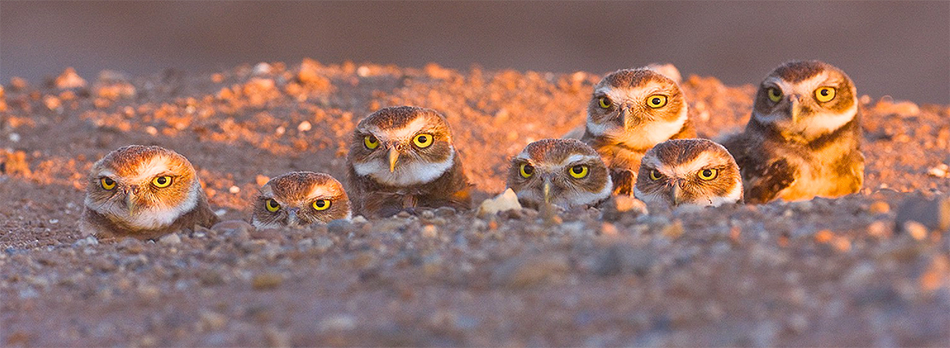
جغدهای نقب‌زن در پناهگاه ملی حیات وحش دریای سانی بونو سالتون

پناهگاه ملی حیات وحش سالتون سی سانی بونو با وجود قرار داشتن در منطقه‌ای بیابانی، مجموعه‌ای متنوع از زیستگاه‌ها را در بر می‌گیرد. افزون بر بوته‌زارهای بیابان سونورا، این پناهگاه شامل تالاب‌ها، اراضی کشاورزی، خطوط ساحلی و مناطق آبی باز نیز می‌شود. برخی از این زیستگاه‌ها به‌طور فشرده مدیریت می‌شوند. برکه‌ها، جنگل‌ها و مزارع کشاورزی به‌منظور دستیابی به اهداف مرتبط با حیات وحش طراحی، توسعه و به‌طور فعالانه مدیریت می‌شوند.

### زیستگاه‌های مدیریت‌شده
تا سال ۲۰۲۰، این پناهگاه دارای ۸۲۶ جریب (۳۳۴ هکتار) زیستگاه تالابی قابل مدیریت برای گونه‌های پرندهٔ بومی و مهاجر بوده است. برخی از حوضچه‌های مشخص‌شده به‌عنوان تالاب‌های دائمی مدیریت می‌شوند تا زیستگاهی حیاتی برای لانه‌سازی و حضور سالانهٔ ریل یومای ریج‌وی (گونه‌ای در معرض خطر) فراهم کنند. سایر بخش‌ها نیز با هدف رشد گیاهان مناسب برای تغذیه و پناه پرندگان، از طریق سیلاب‌های کنترل‌شدهٔ بهاری و تابستانی مدیریت می‌شوند.
تمامی این تالاب‌ها با آبی که از سوی «منطقهٔ آبیاری امپریال» تأمین می‌شود، پر می‌گردند. این آب به‌عنوان آب آبیاری «ردهٔ ۱» شناخته می‌شود و فاقد کودهای شیمیایی، آفت‌کش‌های سمی و نمک‌های زیاد است که معمولاً در زه‌آب‌های کشاورزی یافت می‌شوند.
دو گونهٔ گیاه مهاجم، سدر شور (Tamarix pentandra) و سس‌بانیا (Sesbania exalta)، از مشکلات رایج در مدیریت خاک مرطوب این پناهگاه به‌شمار می‌روند.
این پناهگاه ردیف‌هایی از درختان را با هدف تقویت گونه‌های بومی و افزایش تنوع زیستی مدیریت می‌کند. گونه‌های کاشته‌شده شامل مزکیت عسلی، مزکیت پیچ‌خورده، پالو ورد آبی، پالو ورد مکزیکی، پری‌روب، آکاسیای شیرین، آکاسیای چنگالی و آهن‌چوب بیابانی هستند. این ردیف‌های درختی در طول سال با کاشت‌های بیشتر تقویت می‌شوند تا تراکم و عرض آن‌ها افزایش یابد و بهتر بتوانند نیازهای زیستگاهی و اهداف مرتبط با حیات وحش را برآورده کنند.